# Ë̃
Ë̃ (minuscule : ë̃), appelé E tréma tilde, est une lettre latine utilisée dans l’écriture du belanda viri et du secoya, ainsi que dans l’écriture du lituanien au XIXe siècle.
Il s’agit de la lettre E diacritée d’un tréma et d’un tilde.

## Utilisation
En belanda viri, le e tréma tilde représente une voyelle mi-ouverte antérieure non arrondie avec un ton bas [ɛ꜖].

## Représentations informatiques
Le E tréma tilde peut être représenté avec les caractères Unicode suivants : 
- composé et normalisé NFC (supplément latin-1, diacritiques) :

| formes    | représentations | chaînes de caractères | points de code | descriptions                                      |
| --------- | --------------- | --------------------- | -------------- | ------------------------------------------------- |
| capitale  | Ë̃               | Ë◌̃                    | U+00CB U+0303  | lettre majuscule latine e tréma diacritique tilde |
| minuscule | ë̃               | ë◌̃                    | U+00EB U+0303  | lettre minuscule latine e tréma diacritique tilde |

- décomposé et normalisé NFD (latin de base, diacritiques) :

| formes    | représentations | chaînes de caractères | points de code       | descriptions                                                  |
| --------- | --------------- | --------------------- | -------------------- | ------------------------------------------------------------- |
| capitale  | Ë̃               | E◌̈◌̃                   | U+0045 U+0308 U+0303 | lettre majuscule latine e diacritique tréma diacritique tilde |
| minuscule | ë̃               | e◌̈◌̃                   | U+0065 U+0308 U+0303 | lettre minuscule latine e diacritique tréma diacritique tilde |